# Tanja Koen
Dorothea Adriana Maria (Tanja) Koen-Ketelaar (Amsterdam, 9 december 1925) is een Nederlands voormalig omroepster die jarenlang voor de NCRV heeft gewerkt. 

## Loopbaan
Ze wilde aanvankelijk balletdanseres worden, maar vanwege de Tweede Wereldoorlog was dit niet mogelijk. Via haar echtgenoot journalist Peter Koen kwam ze eind jaren veertig bij de radio terecht. In 1951 deed ze een screentest voor televisie en werd omroepster. Ze ging onder meer met collega-omroepers naar evenementen en werd ook gevraagd voor openingen en modeshows.
Na haar omroepperiode presenteerde ze, samen met Han Rensenbrink, programma's als Dier en vriend en Wie wil er mijn marmotje zien?. Ze was verder panellid in Zo Vader, Zo Zoon en werkte ook mee aan Springtrofee.
Tanja Koen is lid van de club van de ‘Gouden Meiden’, die in 1985 door collega-omroepster Karin Kraaykamp is opgericht. In 1977 werd ze benoemd tot Ridder in de Orde van Oranje-Nassau.